# Letonia la Concursul Muzical Eurovision 2010
Letonia participă la concursul muzical Eurovision 2010, cu toate că au existat și dubii în această privință. Concursul național de determinare a reprezentantului statului s-a numit  Eirodziesma 2010. Finala lui a avut loc la 27 februarie 2010 și a fost câștigată de interpreta Aija Andrejeva cu melodia What For?.